# Another Side Of Takuro 25
『Another Side Of Takuro 25』（アナザーサイド・オブ・タクロウ・トゥエンティファイブ）は、吉田拓郎のベスト・アルバム。2024年6月12日にフォーライフミュージックエンタテイメントから発売された。

## 背景
本作は、拓郎をはじめ、井上陽水、泉谷しげる、小室等の4人によって設立したレコード会社『フォーライフ・レコード』の創立50周年を記念した作品で、フォーライフから発売した作品で拓郎が関わったものとしては、1998年に発表した『Hawaiian Rhapsody』以来、26年ぶりとなった。
アルバム発売の経緯として、フォーライフの関係者が「何かやりましょう」と相談したところ、拓郎が「ベストをやりましょう」と発案し、企画とタイトルをすべて自身が手がけることになり、2023年の杪夏ごろから2〜3か月かけて選曲し、2024年の頭ごろにライナーノーツを書き始めたという。また、拓郎自身による選曲のベスト・アルバムとしては、2018年にavex traxから発売された『From T』以来である。

## 構成
フォーライフ・レコードから発表した作品をはじめ、拓郎が過去に所属していたエレックレコードとCBS・ソニーの合計3社による音源が収録されており、ボーナス・トラックとして、1993年に加藤和彦とデュエットした「純情」が収録している。なお、「純情」と、1999年に発売されたシングル「気持ちだよ」の2曲は、拓郎のアルバム作品としては初収録となった。

## ディスクジャケット
ディスクジャケットは、7インチサイズの豪華ボックス仕様となっており、写真家の田村仁による作品を元に、LPを彷彿とさせるようなグラフィック処理が施されている。

## プロモーション
本作の発売を記念したイベントが、2024年6月16日に『ハイレゾで吉田拓郎を聴こう!@ペニーレイン』を東京都で、7月21日に『吉田拓郎「Another Side Of Takuro 25」最新Digitalリマスター試聴会』を北海道で、それぞれ開催された。

## 収録曲
| 全作曲: 吉田拓郎。 |                                                  |            |            |      |
| #                  | タイトル                                         | 作詞       | 作曲・編曲 | 時間 |
| 1.                 | 「どうしてこんなに悲しいんだろう」(人間なんて)   | 吉田拓郎   | 吉田拓郎   | 4:05 |
| 2.                 | 「せんこう花火」(元気です。)                     | 古屋信子   | 吉田拓郎   | 2:08 |
| 3.                 | 「君が好き」(LIVE'73)                            | 岡本おさみ | 吉田拓郎   | 3:02 |
| 4.                 | 「ペニーレインでバーボン」(今はまだ人生を語らず) | 吉田拓郎   | 吉田拓郎   | 4:50 |
| 5.                 | 「風邪」(伽草子)                                 | 吉田拓郎   | 吉田拓郎   | 2:18 |
| 6.                 | 「I'm In Love」(シングル)                        | 吉田拓郎   | 吉田拓郎   | 3:54 |
| 7.                 | 「たえこMY LOVE」(シングル)                      | 吉田拓郎   | 吉田拓郎   | 4:39 |
| 8.                 | 「もうすぐ帰るよ」(シングル)                     | 岡本おさみ | 吉田拓郎   | 4:42 |
| 9.                 | 「流れる」(シングル となりの町のお嬢さん B面)    | 吉田拓郎   | 吉田拓郎   | 3:16 |
| 10.                | 「この歌をある人に」(アジアの片隅で)             | 松本隆     | 吉田拓郎   | 4:14 |
| 11.                | 「いつか夜の雨が」(Shangri-La)                   | 岡本おさみ | 吉田拓郎   | 5:19 |
| 12.                | 「あの娘に逢えたら」(大いなる人)                 | 吉田拓郎   | 吉田拓郎   | 4:52 |
| 13.                | 「午前0時の街」(明日に向って走れ)                | 吉田拓郎   | 吉田拓郎   | 5:17 |
| 合計時間:          | 合計時間:                                        | 合計時間:  | 52:36      |      |

| #         | タイトル                                           | 作詞       | 作曲       | 時間  |
| --------- | -------------------------------------------------- | ---------- | ---------- | ----- |
| 1.        | 「裏街のマリア」(ローリング30)                     | 松本隆     | 吉田拓郎   | 4:50  |
| 2.        | 「冷たい雨が降っている」(ローリング30)             | 松本隆     | 吉田拓郎   | 4:29  |
| 3.        | 「夜霧よ今夜もありがとう」(ぷらいべえと)           | 浜口庫之助 | 浜口庫之助 | 4:18  |
| 4.        | 「Y」(無人島で…。)                                 | 吉田拓郎   | 吉田拓郎   | 4:38  |
| 5.        | 「大阪行きは何番ホーム」(FOREVER YOUNG)            | 吉田拓郎   | 吉田拓郎   | 4:34  |
| 6.        | 「とんとご無沙汰」(Long time no see)               | 阿木燿子   | 吉田拓郎   | 3:38  |
| 7.        | 「マスターの独り言」(Long time no see)             | 吉田拓郎   | 吉田拓郎   | 6:16  |
| 8.        | 「全部だきしめて〜tropacal〜」(Hawaiian Rhapsody)  | 康珍化     | 吉田拓郎   | 4:32  |
| 9.        | 「伽草子」(みんな大好き)                           | 白石ありす | 吉田拓郎   | 3:18  |
| 10.       | 「車をおりた瞬間から」(176.5)                      | 吉田拓郎   | 吉田拓郎   | 5:21  |
| 11.       | 「吉田町の唄」(吉田町の唄)                         | 吉田拓郎   | 吉田拓郎   | 5:55  |
| 12.       | 「気持ちだよ」(拓郎フォーライフでの最後のシングル) | 康珍化     | 吉田拓郎   | 4:46  |
| 13.       | 「純情 (Bonus Track)」(吉田拓郎 & 加藤和彦)        | 阿久悠     | 加藤和彦   | 6:02  |
| 合計時間: | 合計時間:                                          | 合計時間:  | 合計時間:  | 62:37 |